# لاکت‌الدئید
لاکت‌الدئید (به انگلیسی: Lactaldehyde) یک ترکیب شیمیایی با شناسه پاب‌کم ۸۵۵ است. 